# グリソンモドキ
グリソンモドキ(Patagonian weaselまたはhuro)は、イタチ科の小型の哺乳類で、グリソンモドキ属の唯一の種である。
アルゼンチン西部のパンパとチリの一部に分布する。ビーグル号でのチャールズ・ダーウィンの航海に同行したシムズ・コビントンによる論文でも言及されている。

## 記載
頭部を含めた体長は300-350mmで、尾の長さは60-90mmである。毛皮は白色であるが、黒色や濃茶色の色調が混じっている。耳は小さく、脚は短く、尾はふさふさしている。野生では完全に研究されておらず、行動パターンはよく分かっていない。地元の農場経営者は、ネズミの撃退のためにペットとして飼っていると言われている。